# Ritmix RZX-40
Ritmix RZX-40 — портативный мультимедиа-плеер, выпущенный на российский рынок в начале 2011 года. Приставка имеет форм-фактор — книга. Кроме основных функций для портативных плееров, таких как: возможность просматривать картинки (только JPG), слушать музыку в основных популярных форматах (MP3, WMA, WAV, AAC, APE, FLAC), воспроизводить видео AVI, FLV, WMV, 3GP, MP4 (до 1280x720) имеет и менее распространённые функции. Например чтение электронных книг (текстовых файлов в кодировке KOI8-R), диктофон, радиоприёмник, запись видео и съёмку фотографий 5 мегапиксельной камерой. 
Основной функцией данного устройства является эмуляция консолей прошлых лет.

## Поддерживаемые форматы игр
- FC (Famicom)
- NES (Nintendo Entertainment System, в СНГ больше распространена копия под названием Dendy)
- GB (Game Boy)
- GBС (Game Boy Color)
- BIN (свой формат игр, не путать с Sega Genesis),
- SMD (Sega Mega Drive / Genesis)
- GBA (Game Boy Advance)
- SMC (Super Nintendo)
- SWF (Flash игры и ролики)
- Сторонними разработчиками написаны эмуляторы таких платформ, как Atari 2600, PC Engine \ TurboGrafx-16, ScummVM (квесты от Lucas Arts), MSX и ZX Spectrum.

## Технические особенности устройства
Приставка снабжена органами управления — крестовиной (D-pad), игровыми кнопками Ok, B, X, A и аналоговым джойстиком. Ritmix RZX-40 имеет большой ЖК дисплей 3,6 дюйма, а также возможностью выводить игры на экран телевизора, с помощью кабеля-тюльпан (NTSC, PAL). Приставка имеет 2 Gb встроенной памяти и возможность расширения до 8 Gb посредством TF-карты. Процессор консоли — 32-битный Sunplus 8010, с максимальной частотой 300 МГц. Аккумулятор встроенный, на 900mAh. Приставка имеет 22 встроенные игры.

## Последователи
В настоящее время компания Ritmix обновила свои топовые модели переизданием RZX-40 в новом форм-факторе моноблок Ritmix RZX-42, Ritmix RZX-44 и Ritmix RZX-45.